# Kali (Uttarakhand)
De Kali (Hindi: काली नदी), Mahakali, Sarda of Sharda is een rivier die door de Indiase deelstaten Uttarakhand en Uttar Pradesh en het westen van Nepal stroomt. De rivier ontspringt in de Grote Himalaya op de grens tussen India en de Volksrepubliek China en stroomt van daar naar het zuiden om de westgrens van Nepal te vormen. In de buurt van de stad Bahraich komt de Kali samen met de Ghaghara, die op haar beurt een zijrivier van de Ganges is.
De Kali ontspringt op ongeveer 3600 m hoogte bij de Lipu Lekhpas in de Grote Himalaya, op de grens van India met Tibet. De pas is onderdeel van een pelgrimsroute vanuit India naar het Manasarovarmeer in Tibet. De Kali is genoemd naar de hindoeïstische godin Kali, de gemaal van Shiva. In de buurt van de bron bevindt zich een tempel van de godin. Het dal dat naar de Lipu Lekhpas leidt heet Kalapaani en valt onder Indiaas bestuur, hoewel het ook door Nepal wordt opgeëist.
De eerste 150 km stroomt de Kali ongeveer in zuidwestelijke richting. Ze stroomt door een nauw ingesleten dal dat de Himalaya's van noord naar zuid doorsnijdt. Vanaf Kalapaani tot in de buurt van de Nepalese stad Mahendranagar vormt ze de grens tussen Nepal en India. Ten noorden van Tanakpur bereikt de rivier de Noord-Indiase vlakte. Bij Sherpur Kalan stroomt de Kali Uttar Pradesh binnen (waar ze Sarda genoemd wordt). De Nepalese grens loopt naar het oosten bij de rivier vandaan. De Sarda stroomt dan nog ongeveer 100 km naar het zuidoosten om halverwege de steden Bahraich en Laharpur met de Ghaghara samen te vloeien.